# オハヨー!土曜日
『オハヨー!土曜日』（オハヨー どようび）は、STVラジオで1983年4月9日から2016年4月2日まで放送していたラジオ番組。
平日に放送していた『オハヨー!ほっかいどう』の週末版である。
2016年4月2日をもって番組終了。33年の歴史に幕を下ろした。

## 放送時間
| 期間                  | 放送時間           |
| --------------------- | ------------------ |
| 1983年4月- 1984年3月  | 土曜日 7:30 - 8:30 |
| 1984年4月 - 1987年3月 | 土曜日 6:30 - 9:00 |
| 1987年4月 - 1994年3月 | 土曜日 6:15 - 8:00 |
| 1994年4月 - 2016年3月 | 土曜日 6:00 - 8:00 |

- 2011年3月12日の放送は、前日の3月11日に発生した「東北地方太平洋沖地震」の情報を放送するため、5時から放送を開始した。

## 歴代パーソナリティ
| 期間 | 期間   | パーソナリティ | パーソナリティ |
| --- | ------ | -------------- | -------------- |
| 1983.4 | 1987.3 | 加島和裕       | 権田裕子       |
| 1987.4 | 1989.9 | 清水大輔       | 石田久美子     |
| 1989.10 | 1990.9 | 加島和裕       | 小寺郁子       |
| 1990.10 | 1991.3 | 高野義雄       | 神崎寿美代     |
| 1991.4 | 1991.9 | 宮永真幸       | 堺なおこ       |
| 1991.10 | 1992.3 | 河野好信       | 織田亮子       |
| 1992.4 | 1992.9 | 河野好信       | 神崎寿美代     |
| 1992.4 | 1992.9 | 河野好信       | 神崎寿美代     |
| 1992.10 | 1994.9 | 小町裕之       | 神崎寿美代     |
| 1994.10 | 1995.3 | 加島和裕       | 西野嘉良子     |
| 1995.4 | 1995.9 | 加島和裕       | 瀬尾和子       |
| 1995.10 | 1996.9 | 萩原隆雄       | 瀬尾和子       |
| 1996.10 | 1997.3 | 相川聡         | 瀬尾和子       |
| 1997.4 | 1997.9 | 佐々木律       | 相川聡         |
| 1997.10 | 1999   | 相川聡         | 奈良愛美       |
| 1999 | 2002   | 萩原隆雄       | 奈良愛美       |
| 2002 | 2004.3 | 永井公彦1      | 奈良愛美       |
| 2004.4 | 2006.3 | 宮永真幸1      | 奈良愛美       |
| 2006.4 | 2006.9 | 宮永真幸1      | 寺田あやこ1    |
| 2006.10 | 2007.9 | 宮永真幸1      | 宮田愛子1      |
| 2007.10 | 2008.3 | 宮永真幸1      | 鈴木亜紀       |
| 2008.4 | 2010.3 | 喜瀬ひろし1    | 鈴木亜紀       |
| 2010.4 | 2011.3 | 千秋幸雄       | 奈良愛美       |
| 2011.4 | 2014.6 | 奈良愛美2      | 奈良愛美2      |
| 2014.7 | 2014.9 | 安達祐子3      | 安達祐子3      |
| 2014.10 | 2016.3 | 奈良愛美       | 奈良愛美       |
| - 1 『オハヨー!ほっかいどう』を兼務（喜瀬は2008.10より）。 - 2 「奈良まなみのオハヨー!土曜日」にタイトル変更。 - 3 奈良愛美が7月から9月までの産休に入っていたため、代替で務めた。 |        |                |                |

- 横田幸子

## タイムテーブル
本番組終了時点
- 6:05 朝一番お天気・交通情報
- 6:12 オハヨー！ニュースフラッシュ・新聞拾い読み
- 6:20 オハヨー！スポーツ情報
- 6:30 オハヨー！おでかけ情報・お天気情報
- 6:45 シネマワールド
- 6:55 STVニュース
- 7:00 7時の時計台の鐘/お天気・交通情報
- 7:15 オハヨー！スポーツ情報
- 7:30 オハヨー！お天気・交通情報
- 7:35 快適生活ラジオショッピング
- 7:45 NEXCO東日本ゆったりんぐ北海道

### 過去のコーナー
- オハヨー！リクエスト
- ゴルフ情報 → ゴルフワンポイントレッスン（鷹巣南雄→加納徹也）
- 7時の空と歌
- お早うネットワーク 山口良一の夜討ち朝がけ（NRN各局ネット）
- 札チョンタイム（札幌の単身赴任者向けの時間）
- 我らアドベンチャーファミリー （1989年4月 - ）
- ハートでトーク あなたに話したい （1990年10月 - 1991年3月）
- おしゃべりダグアウト （1991年4月 - 1992年3月）
- ふるさとクイズ （1992年4月 - ）
- オハヨーピックアップ （1992年4月 - 1995年9月）
- オハヨー！ホームドクター （1993年4月 - 1996年3月）
- 今週の聞かなきゃ損々 （1995年10月 - 1996年3月）
- エースバッグ 朝のメロディー （1996年4月 - ）
- TOYOTA BIG CHALLENGE 野茂・ザ・ウィーク （1996年4月 - 1997年9月）
- ビールズのおっかけスポーツ （1997年10月 - ）
- ミヤーゴ（宮永）とマナミー（奈良）→ あいこ（宮田）のハッピーライフ
- アミューズメントワールド
- スポーツトレイン